# John Talbot, X conte di Shrewsbury
John Talbot, X conte di Shrewsbury (Longford, 1601 – Tasmore, 8 febbraio 1654), è stato un nobile inglese.

## Biografia
Era l'unico figlio di John Talbot di Longford, fratello minore del nono conte di Shrewsbury e della moglie Eleanor Baskerville.
Mantenne la fede cattolica e prese parte alla guerra civile inglese al fianco del re Carlo I.
Nel 1647 i suoi beni furono sequestrati e fu accusato, dal Parlamento, di essere un "papista e delinquente" (cioè cattolico e realista).
Nel settembre del 1651 accompagnò Carlo II nella fuga dopo la sconfitta alla battaglia di Worcester, a Whiteladies nello Shropshire, dove nascose il re per qualche tempo.

## Matrimoni

### Primo matrimonio
Sposò Maria Fortescue, dalla quale ebbe cinque figli:
- George Talbot, barone Talbot (1620 - 7 marzo 1644), sposò Mary, figlia di Herbert Percy, II barone Powis, ebbero una figlia;
- Lady Frances Talbot (? - 17 luglio, 1641), sposò George Winter, I baronetto (1622 - 1658) ed ebbero figli;
- Francis Talbot, XI conte di Shrewsbury (1623 - 1667);
- Gilbert Talbot (1654-1711), sposò Jane Flatsburg ed ebbero figli, tra cui Gilbert Talbot, XIII conte di Shrewsbury;
- Lady Mary Talbot (1654 - marzo 1711), sposò in prime nozze Charles Arundell ed ebbero figli, sposò in seconde nozze Mervyn Tuchet, IV conte di Castlehaven ed ebbero figli.

### Secondo matrimonio
Sposò Arundell Frances, figlia di Thomas Arundell, I barone Arundell di Wardour ed ebbero tre figli:
- Hon. John Talbot
- Hon. Bruno Talbot
- Hon. Thomas Talbot

## Morte
Il conte morì nel 1654 a Tasmore, Oxfordshire.